# Осинська Марія Герасимівна
Осинська Марія Герасимівна (до шлюбу Нікольська, у другому шлюбі Волкова) (?, біля 1854, село Теляги, Мценський повіт, Орловська губернія, Російська імперія — ?, після 1915) — російська революцінерка, терористка та народниця. Дружина бойовика-терориста Валер'яна Осинського.

## Біографія
Народилась біля 1854 р. у селі Теляги (Мценський повіт Орловської губернії). У 1871 р. закінчила Орловське єпархіальне училище, після чого переїхала до Петербурга, де закінчила Маріїнський рододопоміжний заклад (акушерські курси) і була слухачкою фельдшерських курсів при Георгіївській громаді. 
Наприкінці 1873 р. входила до революційного гуртка у Петербурзі, організованого М.К. Бухом. 
З червня 1877 р. одружилася з Валер'яном Осинським.
Заарештована в Петербурзі 9 березня 1878 р. і залучена до дізнання за звинуваченням в участі в приготуванні до вбивства шпигуна К.Бєланова (найняла під прізвищем Васильєвої в Петербурзі на вул.Басейній квартиру, де передбачалося вбити Бєланова - "справа М.С.Тютчева"). Утримувалась у Будинку попереднього тримання з 17 травня 1878 р. За високим розпорядженням 9 серпня 1878 р. справу про неї вирішено адміністративним порядком з висилкою її під гласний нагляд поліції в одну із північно-східних губерній Європейської частини Росії. За розпорядженням міністра внутрішніх справ вислана у Волорічську губернію, де з серпня утримувалась в Усть-Сисольську. 
За згодою начальника III Відділення з міністром внутрішніх справ від 22 жовтня 1879 р. було визнано необхідним переселити їх у Східний Сибір за «крайню» політичну неблагонадійність, виявлену під час заслання. 
Ухвалою начальника Верховної розпорядчої комісії, згідно з клопотанням матері, заслання в Сибір скасовано. Повідомлення про це отримала 10 серпня 1880 р. у Томську, після чого 23 листопада знову оселилася в Усть-Сисольську, де вийшла заміж за політичного засланця С.К. Волкова, соратника Халтуріна. За постановою Особистої наради від 17 жовтня 1881 р. термін нагляду визначено п'ять років, рахуючи з 9 вересня 1881 р. з висилкою в Курган (Тобольська губернія), куди за нею пішов і її чоловік. Згідно з новою постановою Наради від 23 жовтня 1886 р. термін нагляду продовжено на два роки. У 1886 р. міністр внутрішніх справ дозволив скласти їй іспит на звання фельдшерки. Відповідно до клопотання рідних звільнено від нагляду за постановою Особистої наради від 6 червня 1887 р.
У 1893-1904 рр. жила в Уфі під негласним наглядом, займаючись акушерською практикою. За повідомленням начальника Уфімського Жандармського управління від 20 січня 1904 р. належала до соціал-демократів.
На лютий 1915 року Марія Волкова — запасна воєнного часу від 11 лютого 1915 р. на станції Балашов Рязансько-Уральської залізниці.

## Чоловіки
- Перший чоловік — Валеріан Андрійович Осинський (1852-1879) — найвідоміший і найавторитетніший революціонер-терорист тих часів.

- Другий чоловік — Волков С.К. — революціонер, засланець, пропагував серед робочих, товариш Халтуріна.